# Viçosa do Ceará
Viçosa do Ceará là một đô thị thuộc bang Ceará, Brasil. Đô thị này có diện tích 1311,592 km², dân số năm 2007 là 52368 người, mật độ 39,93 người/km².